# 阿斯丘 (密西西比州)
阿斯丘（英語：Askew）是位於美國密西西比州帕諾拉縣的非建制地區。

## 歷史
阿斯丘的郵局於1890年設立，其後於1896年停運。

## 地理
阿斯丘所處的海拔為高於海平面62米（即203英呎），而該地所採用的時區為UTC-6，即北美中部時區（CST）。同時該地設有夏令時間，為UTC-6調快一小時，即UTC-5（CDT）。